# Zimna Woda (Ukraina)
Zimna Woda (ukr. Зимна Вода, Zymna Woda) – wieś na Ukrainie, w obwodzie lwowskim, w rejonie lwowskim, nad rzeką Zimna Woda, na przedmieściach Lwowa (ok. 15 km od centrum, na zewnątrz obwodnicy miasta) przy drodze nr A259 z Medyki. Miejscowość liczy 9985 mieszkańców (według oficjalnych danych z 2001).
We wsi znajduje się – poświęcony w 2020 roku nowy kościół parafii Matki Bożej Fatimskiej podlegający pod Dekanat Gródek.

## Historia
Miejscowość powstała w 1365 roku w podmokłej dolinie w pobliżu miasta Lwów. 
Miejsce bitwy w czasach polsko-ukraińskich walk o Lwów (1918–1920), wymienione na Pomniku Chwały znajdującym się na lwowskim Cmentarzu Orląt.
W II Rzeczypospolitej miejscowość była siedzibą gminy wiejskiej Zimna Woda. wieś zamieszkana była niemal wyłącznie przez Polaków.
Przed 1939 w miejscowości mieszkali mennonici.
W czasie okupacji niemieckiej mieszkające tutaj polskie rodziny Ulatowskich i Dutkiewiczów ukrywały Żydów, za co po wojnie Instytut Jad Waszem uhonorował tytułami Sprawiedliwych wśród Narodów Świata Juliana Ulatowskiego, jego syna Ryszarda, jego córkę Lidię Opałko z d. Ulatowską, Teodora i Hannę Dutkiewiczów, ich syna Ryszarda i córkę Stefanię Nalepkę z d. Dutkiewicz.

## Ludzie urodzeni w Zimnej Wodzie
- Kazimierz Hartleb – polski historyk, profesor Uniwersytetu Lwowskiego i Toruńskiego
- Weronika Kornalewicz – polska entomolog, koleopterolog.
- Tadeusz Franciszek Lewkowicz – polski wojskowy, pułkownik dyplomowany, oficer lotnictwa – obserwator/nawigator.
- Mikołaj Sęp Szarzyński (prawdopodobnie) – polski poeta przełomu epok renesansu i baroku, prekursor polskiego baroku